# Eucharis sanderi
Eucharis sanderi là một loài thực vật có hoa trong họ Loa kèn đỏ. Loài này được Baker mô tả khoa học đầu tiên năm 1883.